# Fantasy Life
Fantasy Life (ファンタジーライフ Fantajī Raifu?) es un videojuego de rol codesarrollado por 1-UP Studio y Level-5 para la consola Nintendo 3DS. Salió a la venta el 27 de diciembre de 2012 en Japón, el 26 de septiembre de 2014 en Europa y el 24 de octubre de ese mismo año en América. Los primeros jugadores en comprarlo en Japón se llevaron de regalo la BSO del juego, la cual ha sido compuesta por el popular compositor Nobuo Uematsu. El juego fue desarrollado en un principio para Nintendo DS. El 10 de abril de 2013, Level-5 reveló que el juego había vendido más de 300.000 copias desde su lanzamiento en Japón.

## Modo de juego
Ambientado en un mundo fantástico medieval, el juego tiene su propio mundo abierto, en el que el jugador elige cómo va a encajar, dependiendo de la profesión que elija. Hay doce profesiones diferentes, que afectarán al desarrollo del juego, y son: paladín, mercenario, cazador, mago, cocinero, pescador, leñador, minero, herrero, carpintero, sastre y alquimista.
Otra característica notable del juego es el alto grado de personalización. Además de poder elegir el color del pelo, el peinado y los rasgos faciales, el jugador puede ajustar la altura de su personaje y también la masa corporal.

## Profesiones[5][6][7]
- Paladín: el soldado del reino tiene como misión principal mantener la paz y armonía en el pueblo, y para ello debe perseguir criminales, derrotar monstruos y proteger la aldea de cualquier peligro.

- Mago: los magos se especializan en el arte de la magia. Pueden desde crear bolas de fuego para atacar a sus enemigos hasta curar a otros personajes, aunque parece ser que en este mundo de fantasía no existe distinción entre magos blancos o magos negros. Según la rama que se elija tendremos un mentor diferente para que nos enseñe los caminos a seguir.

- Cazador: los cazadores son uno con la naturaleza y pueden atacar a sus oponentes a larga distancia con su arco. También tienen la habilidad de obtener frutas y verduras del campo para llevarlas a la ciudad.

- Mercenario: los mercenarios no pertenecen a ningún país. Viajan de un lugar a otro únicamente con su espada a la espera de ser contratados para cualquier trabajo. Este tipo de personaje vive su vida sin ataduras.

- Carpintero: los carpinteros podrán realizar numerosos bienes. Este trabajo es enseñado por el maestro Rikku, este y su hermana menor Hoippu te ayudarán a realizarlo. Puedes crear objetos para tu aventura o simplemente mobiliario para tu casa. Para la recopilación de los materiales necesarios para la elaboración a veces se necesita la ayuda de leñadores y costureras.

- Sastre: las costureras se encargan de confeccionar la ropa. La maestra es Maimu, que es famosa no sólo en la ciudad inicial de Kulbulk, sino en todo el mundo. Si haces ropa diferente de la que has visto antes, puedes solicitar materiales poco comunes que podrán para ayudarte en tu aventura.

- Herrero: el maestro es Barukan, parece duro pero en el fondo es amable.

- Cocinero: el maestro es Kongasu. Es el propietario de un restaurante de 5 estrellas.

- Alquimista: el maestro es Yaaku. Si trabajas duro, tal vez seas capaz de crear elementos que sólo son posibles en las leyendas. Es mejor para combatir de lo puede parecer.

- Minero: la primera misión como minero consiste en encontrar a tu mentor, Deldas. Visita el mapa principal con Deldas y empieza a buscar gemas. En el terreno encontrarás monstruos como abejas y zanahorias enfadadas. Como minero podrás ir armado con una espada. Para extraer gemas, tendrás que hacerlo con tu pico. Pulsan A mientras estás cerca de una roca, cuando la barra de vida de la roca se vacíe, se hará añicos y se convertirá en una gema, tendrás que caminar hasta lo alto para coleccionarlas. Pulsa el botón Y para dar un golpe fuerte. Éste es un movimiento basado en el ritmo. Pulsa Y de nuevo en el momento justo para golpear la roca, de lo contrario fallarás. Los golpes fuertes quitan más SP mientras que los débiles sólo unos pocos SP. El medidor de energía se recarga con el tiempo. El golpe débil podrás usarlo siempre, incluso si el medidor se vacía.

- Pescador:  el trabajo de pescador hace que los jugadores compitan por el pescado. Lanza tu cebo al agua pulsando A. Cuando pican tendrás que pulsar A para atraer al pez hasta que los HP del animal sean cero. Comprueba la tensión de la cuerda usando el pad de control.

## Fantasy Life Link
El 25 de julio de 2013 se lanzó en Japón una expansión del juego original, llamada Fantasy Life Link!. Esta expansión incluye un nuevo modo de juego para hasta cuatro personas, un mejor sistema de comunicación para poder compartir aventuras con  amigos y nuevo contenido, como nuevos escenarios que explorar, enemigos que derrotar, misiones que completar y objetos que coleccionar. Esta expansión puede adquirirse a través de Nintendo eShop o con el juego completo. La versión internacional de Fantasy Life incluía todo el contenido adicional de Fantasy Life Link!, con la excepción del DLC «Isla Primigenia».

## Fantasy Life Online
En abril de 2015, Level-5 reveló una secuela titulada Fantasy Life 2: Two Moons and the Village of God, que originalmente iba a lanzarse para dispositivos Android e iOS en 2016. Posteriormente, el juego pasó a llamarse Fantasy Life Online. Después de una serie de retrasos en su lanzamiento, el juego fue lanzado en Japón el 23 de julio de 2018, donde alcanzó las dos millones de descargas en los primeros 9 días.
Fantasy Life Online fue lanzado en occidente a principios de diciembre de 2021. El servicio en Japón se suspendió el 15 de diciembre de 2021.